# Ekonomiåret 1963

## Händelser
- 25 maj - Götaverkens Arendalsverk invigs.[1]
- december - Obs! Stormarknad, Vårby, Sveriges första Obs!-stormarknad, öppnas.[2]